# Die letzten Dinge (Spohr)

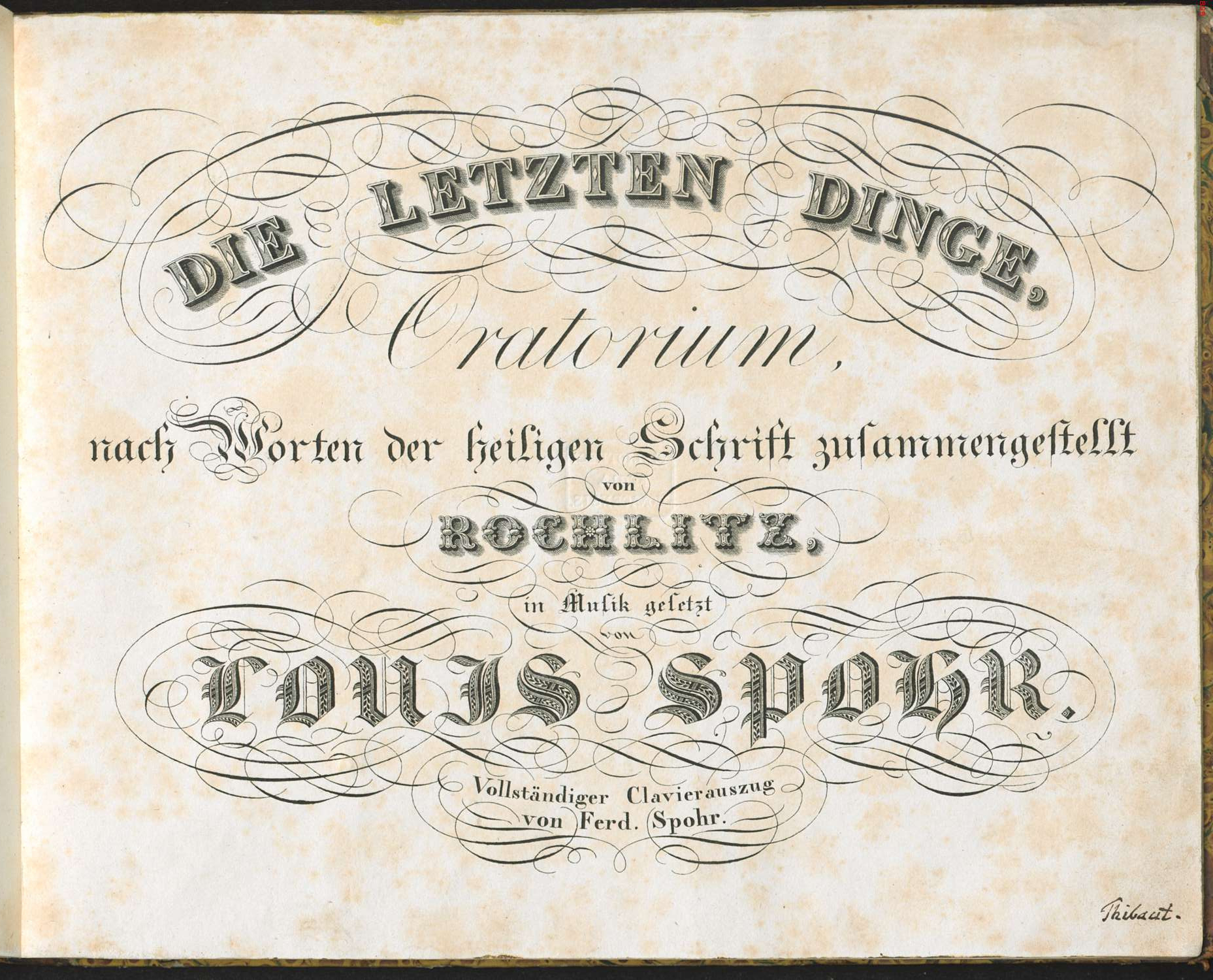
Titelblatt des Klavierauszugs

Die letzten Dinge (WoO 61) ist ein Oratorium von Louis Spohr. Die Komposition entstand in den Jahren 1825 bis 1826. Das Libretto stammt von Friedrich Rochlitz, den er 1804 in Leipzig kennengelernt hatte, und enthält ausschließlich Texte aus der Bibel, vor allem aus der Offenbarung des Johannes. Die sehr erfolgreiche Uraufführung war in der lutherischen Kirche in Kassel am Karfreitag 24. März 1826. Die Aufführung beim Musikfest in Düsseldorf 1826 war so überwältigend, dass das Fest um einen Tag verlängert wurde, um eine zweite Aufführung zu ermöglichen. Der englische Sänger und Musikjournalist Edward Taylor (1784–1863) verfasste eine erfolgreiche englische Fassung, die am 24. September 1830 erstmals aufgeführt wurde.

## Werk
Mit seinem ersten Oratorium Das jüngste Gericht von 1812 war Spohr nicht beim Publikum angekommen und er war später mit seinem Stück so unzufrieden, dass er selber keines seiner Teile mehr aufführen wollte. Sein zweites Oratorium Die letzten Dinge ist hingegen eines der berühmtesten Werke des Komponisten und gilt als das bedeutendste seiner vier Oratorien. Es wurde in der ersten Hälfte des 19. Jahrhunderts häufig gespielt und wurde zu seiner Zeit hoch gelobt. Auch in England war es erfolgreich. Zu Beginn des 21. Jahrhunderts ist es trotz seiner hohen musikalischen Qualität in der Instrumentierung und seiner ausdrucksvollen Chromatik kaum noch bekannt. Anlässlich des 150. Todestags des Komponisten im Jahr 2009 sind neue Notenausgaben auf dem Markt erschienen und das Oratorium wird wieder häufiger aufgeführt.
Die letzten Dinge hat eine Aufführungsdauer von ungefähr 80 bis 90 Minuten und ist für einen Laienchor konzipiert in Verbindung mit ausgebildeten Solisten und professionellem Orchester. Spohr steht dabei musikalisch „… in einer Linie zwischen Händel, Haydn und Mendelssohn“.

## Besetzung
Spohr setzt vier Solisten (SATB) und einen vierstimmigen Chor (SATB) ein; das Orchester entspricht einer „klassischen“ Besetzung mit doppelten Holz- und Blechbläsern, drei Posaunen, Pauken und Streichern (2.2.2.2 - 2.2.3.0 - Timp - 1.1.1.1.1).

## Handschriftliche Überlieferung

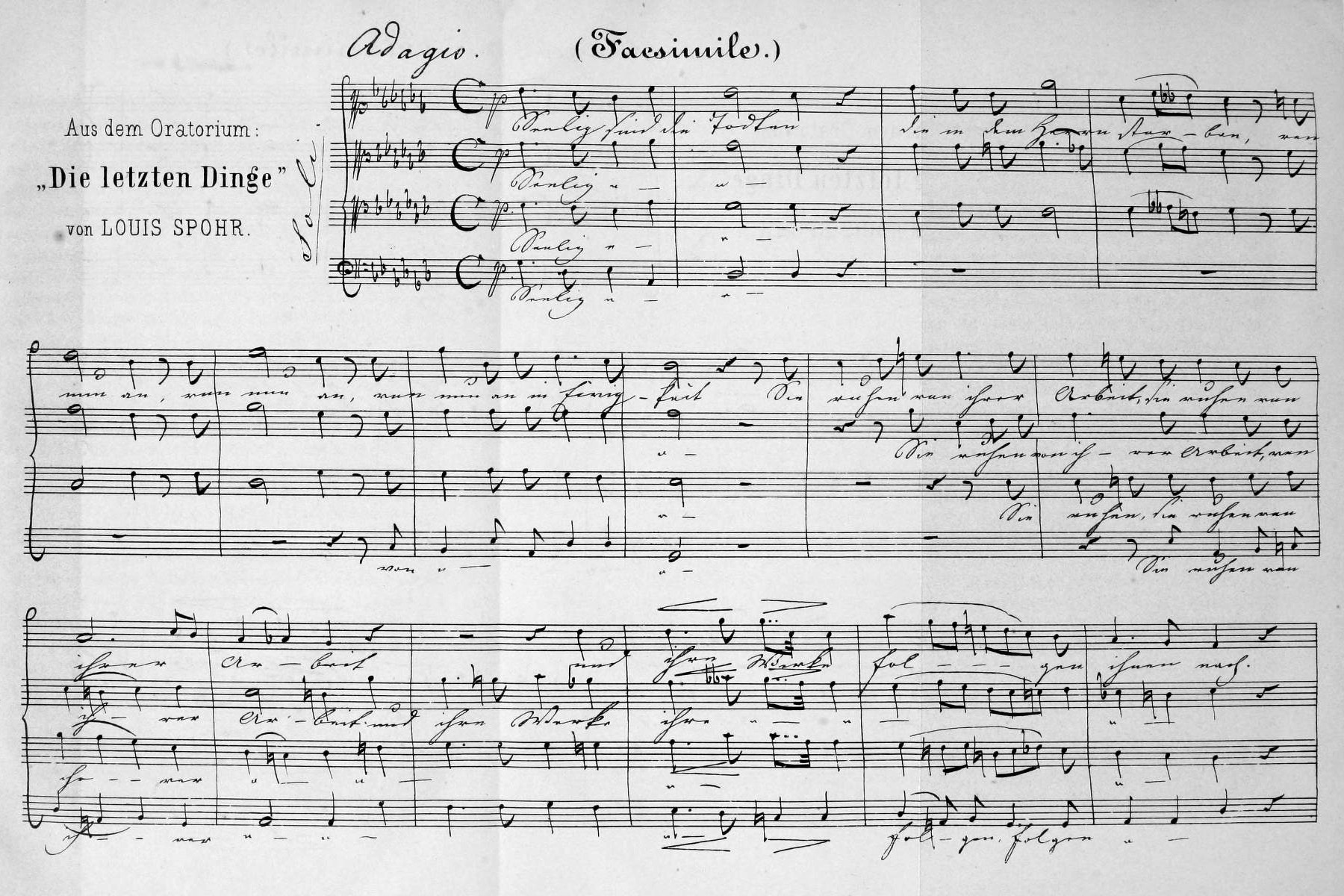
Faksimile eines Fragments von Louis Spohr

Die autographe Partitur aus der Hand Spohrs ist nicht mehr vorhanden. Aus seiner Hand gibt es nur noch einige kurze Fragmente des Werks, die er als eine Art musikalische Visitenkarte in Gästebüchern hinterließ. Es gibt einige Abschriften, die unter der Aufsicht Spohrs kopiert wurden.
- Eine Abschrift der Partitur mit der Signatur Rf 1239 in der Bibliothek der Hochschule für Musik und Tanz Köln. Sie entstand 1826.
- Eine Abschrift der Partitur mit der Signatur MS 593 im Royal College of Music in London. Der Entstehungszeitpunkt ist nicht geklärt, es könnte sich um das Exemplar handeln, das für die englische Uraufführung am 24. September 1830 benutzt wurde.
- Eine Abschrift der Partitur befindet sich in der Universitätsbibliothek in Gießen unter der Signatur NF 179. Sie wurde in der kritischen Edition nicht berücksichtigt.
- Abschriften der Einzelstimmen finden sich unter der Signatur Mu. A 130 in der Stadtbibliothek Lübeck. Es gibt zwei zusätzliche Stimmen für Violoncello und Viola zu Nr. 16, die vermutlich von Gottfried Herrmann stammen.
- Eine Partitur der Ouvertüre und der Sinfonia und weiteres Stimmenmaterial finden sich im Staatsarchiv Rudolstadt unter den Signaturen HKR 2909 und HKR 2911.

Es sind weitere Abschriften nachgewiesen, jedoch zum größten Teil heute verschollen.
- Ein handschriftlicher Klavierauszug von Edward Taylor mit dem englischen Text befindet sich unter der Signatur MS 5232 im Royal College of Music. Einige Noten wurden geändert, zur Anpassung an den englischen Text. Das Manuskript enthält zusätzliche Angaben für den Setzer und nachträgliche Nummerierungen.

## Drucke
- Der Klavierauszug von Ferdinand Spohr (1792–1831),  Bruder und Schüler des Komponisten, ist 1827 im Selbstverlag erschienen. Es ist der erste Notendruck mit deutschem Text.
- Der handschriftliche Klavierauszug von Taylor ist die Vorlage für den 1831 in London bei Novello erschienenen Klavierauszug von Taylor mit dem englischen Text. Da die englische Ausgabe zu Lebzeiten Spohrs und mit dessen Zustimmung erfolgte, ist die englische Fassung mit dem Text Taylors eine autorisierte Version des Werks.
- Der Erstdruck der Vokalstimmen erschien 1836 in Berlin bei Simrock.
- Die Orchesterstimmen erschienen erstmals gedruckt 1858 bei Novello.
- Der Erstdruck der Partitur mit dem deutschen und dem englischen Text Taylors erfolgte erst 1881 in London von Novello.

Die Unterschiede der verschiedenen Drucke und Handschriften in den Noten sind marginal, sie betreffen beispielsweise die Bögen oder Dynamikbezeichnungen, die in einigen Abschriften teilweise fehlen. 2009 erschien eine textkritische Notenausgabe bei Carus deutsch und englisch auf der Grundlage der wichtigsten Quellen.

## Aufbau
Die Ouvertüre leitet das gesamte Werk und den ersten Teil, die Sinfonia den zweiten Teil symphonisch ein. Die symphonischen Teile enthalten bereits eine Reihe von Motiven, die später in den einzelnen Teilen als Leitmotive wiederkehren. Auch bestimmte Textpassagen tauchen mehrfach auf und bewirken eine intensive Verklammerung der verschiedenen Teile. Die Solisten fungieren teilweise als Vorsänger oder im Wechselgesang mit dem Chor, sodass Solisten und Chor mehrfach gemeinsam auftreten und eine Einheit bilden. Besonders markant sind im zweiten Teil einige Chorsätze, die in einem großen Unisono einsetzen und sich dann mehrstimmig auffächern (So ihr mich von ganzem Herzen suchet, Gefallen ist Babylon und der Schlusschor Groß und wunderbarlich sind deine Werke). Spohr verzichtet weitgehend auf die Dramatisierung des Endgerichts, legt dafür großes Gewicht auf Gebet und festlichen Charakter der Musik. Das Werk enthält im Gegensatz zu seinem ersten Werk keine großen Soloarien, sodass die Einheit des Werks nicht in Gefahr gerät. Die Solopartien verzichten auch auf schwierige Koloraturen oder virtuose Teile.
Die ursprüngliche Partitur ist als ein Gesamtwerk konzipiert, die Überschriften und Nummerierungen sind von den Herausgebern der Drucke zur besseren Übersicht hinzugefügt und differieren daher bei den verschiedenen Ausgaben. Nach der Carus-Ausgabe sind die Teile folgendermaßen nummeriert und bezeichnet:
1. Ouvertüre

Erster Teil:
1. Preis und Ehre ihm (Chor, Soli S, B)
2. Steige herauf (Rezitativ, Soli B, T)
3. Heilig, heilig (Solo T, Chor)
4. Und siehe, ein Lamm, das war verwundet (Rezitativ, Soli S, T)
5. Das Lamm, das erwürget ist (Solo S, Chor)
6. Und alle Kreatur (Rezitativ, Solo T) / Betet an (Chor mit Solo T)
7. Und siehe, eine große Schar (Rezitativ, Soli T, A)
8. Heil, dem Erbarmer (Chor und Quartett)

1. Sinfonia

Zweiter Teil:
1. So spricht der Herr (Rezitativ, Solo B)
2. Sei mir nicht schrecklich in der Not (Duett S, T)
3. So ihr mich von ganzen Herzen suchet (Chor unisono)
4. Die Stunde des Gerichts (Rezitativ, Solo T)
5. Gefallen ist Babylon (Chor) / Es ist geschehn! (Rezitativ, Solo T)
6. Selig sind die Toten (Chor und Quartett)
7. Sieh, einen neuen Himmel (Rezitativ, Soli S, A)
8. Und siehe, ich komme bald (Rezitativ, Solo T und Quartett)
9. Groß und wunderbarlich sind deine Werke (Quartett und Chor)

## Metronomangaben
Die Metronomangaben der gedruckten Ausgaben folgen den originalen Angaben Spohrs, jedoch erschienen viele Stücke bereits in früheren Zeiten entgegen den Aufführungs- und Hörgewohnheiten zu langsam notiert zu sein. Taylor vermutete bei den Metronomangaben eine volle Bewegung von zwei Schlägen vor und zurück und halbierte daher den Notenwert. Dadurch gewann er die doppelte Geschwindigkeit. Dieses wiederum wird bereits von der damaligen Zuhörerschaft als viel zu schnell empfunden. Einige englische Ausgaben geben darum im Vorwort Vorschläge für weniger stark veränderte, jedoch gegenüber dem Original schnellere Tempi.

### Ausgaben
- Louis Spohr: Die letzten Dinge, Oratorium, nach Worten d. Hl. Schrift zusammengestellt von Rochlitz, in Musik gesetzt von Louis Spohr, Vollständiger Clavierauszug von Ferd. Spohr. Ohne Verlag, Ort und Jahresangabe. Erste gedruckte Notenausgabe, erschien 1827 im Selbstverlag (digitale-sammlungen.de).
- Louis Spohr: The Last Judgment: an oratorio, composed by Louis Spohr; the English adaptation by Edward Taylor; the pianoforte accompaniment arranged by Ferdinand Spohr. Novello, London 1881; urresearch.rochester.edu (PDF; 8,4 MB; englisch).
- Friedrich Rochlitz: Die letzten Dinge, Oratorium; Worte der heiligen Schrift, zusammengestellt von Friedrich Rochlitz. In Musik gesetzt von Ludwig Spohr. Libretto ca. 1830 (digitale-sammlungen.de).
- Louis Spohr: Die letzten Dinge, Oratorium. Herausgegeben von Dieter Zeh und Irene Schallhorn, Leinfelden-Echterdingen, Carus 2009. Kritische Ausgabe der Partitur, der Einzelstimmen und des Klavierauszugs in Deutsch und Englisch.[8]

### Sekundärliteratur
- Louis Spohr: Louis Spohr’s Selbstbiographie. 2. Band. Kassel / Göttingen 1861 (Digitalisat).
- Louis Spohr: Lebenserinnerungen, hrsg. v. Folker Göthel. Tutzing 1968 (Digitalisat bei Zeno.org.).